# Championnats du monde de cyclo-cross 1973
Navigation
Édition précédente Édition suivante
Les championnats du monde de cyclo-cross 1973 ont lieu le 22 février 1973 à Londres au Royaume-Uni. Deux épreuves masculines sont au programme.

## Podiums
| Épreuves | Or                 | Argent          | Bronze              |
| -------- | ------------------ | --------------- | ------------------- |
| Élites   | Eric De Vlaeminck  | André Wilhelm   | Rolf Wolfshohl      |
| Amateurs | Klaus-Peter Thaler | Robert Vermeire | Ekkehard Teichreber |

## Résultats

### Classement des élites
| Pos. | Cycliste                 | Pays                 | Temps       |
| ---- | ------------------------ | -------------------- | ----------- |
|      | Eric De Vlaeminck        | Belgique             | 59 min 29 s |
|      | André Wilhelm            | France               | + 0:01      |
|      | Rolf Wolfshohl           | Allemagne de l'Ouest | + 0:02      |
| 4    | Albert Van Damme         | Belgique             | + 0:38      |
| 5    | Michel Baele             | Belgique             | + 2:37      |
| 6    | Peter Frischknecht       | Suisse               | + 2:39      |
| 7    | John Atkins              | Grande-Bretagne      | + 2:40      |
| 8    | José María Basualdo      | Espagne              | + 3:43      |
| 9    | Julien Vanden Haesevelde | Belgique             | + 3:56      |
| 10   | Keith Mernickle          | Grande-Bretagne      | + 4:07      |

### Classement des amateurs
| Pos. | Cycliste            | Pays                 | Temps       |
| ---- | ------------------- | -------------------- | ----------- |
|      | Klaus-Peter Thaler  | Allemagne de l'Ouest | 54 min 04 s |
|      | Robert Vermeire     | Belgique             | + 0:00      |
|      | Ekkehard Teichreber | Allemagne de l'Ouest | + 0:22      |
| 4    | Norbert Dedeckere   | Belgique             | + 0:32      |
| 5    | Albert Zweifel      | Suisse               | + 0:43      |
| 6    | Miloš Fišera        | Tchécoslovaquie      | + 1:08      |
| 7    | Franco Livian       | Italie               | + 1:10      |
| 8    | Dieter Uebing       | Allemagne de l'Ouest | + 1:15      |
| 9    | Klaus Jördens       | Allemagne de l'Ouest | + 1:32      |
| 10   | Gerrit Scheffer     | Pays-Bas             | + 1:37      |

## Tableau des médailles
| Rang | Nation               | Or | Argent | Bronze | Total |
| ---- | -------------------- | -- | ------ | ------ | ----- |
| 1    | Belgique             | 1  | 1      | 0      | 2     |
| 2    | Allemagne de l'Ouest | 1  | 0      | 2      | 3     |
| 3    | France               | 0  | 1      | 0      | 1     |